# Skrapar
Skrapar es un municipio del condado de Berat, en el sur de Albania. Se creó en 2015 mediante la fusión de los antiguos municipios de Bogovë, Çepan, Çorovodë, Gjerbës, Leshnjë, Potom, Qendër Skrapar, Vendreshë y Zhepë. El ayuntamiento tiene su casa consistorial en la villa de Çorovodë. La población total del municipio es de 12 403 habitantes (censo de 2011), en un área total de 831.44 km².
Recibe su nombre del desaparecido distrito de Skrapar. El actual municipio de Skrapar tiene los mismos límites que el antiguo distrito, pero sin la villa de Poliçan.
Skrapar es conocida por la producción de rakí (bebida alcohólica popular en los Balcanes y que en Skrapar se produce principalmente utilizando uvas), sus montañas imponentes y los impresionantes cañones.

## Geografía
Situada en el sureste de Albania, Skrapar es muy montañosa, con una media de 780 m. sobre el nivel del mar e incluye en su territorio la montaña Tomorr, la segunda montaña más alta de Albania, con 2.416 metros sobre el nivel del mar.
Otro sitio notable de la geografía de Skrapar es la Garganta del Río Osum, también conocida como Los Cañones de Osum. Los cañones se crearon hace 2-3 millones de años por la actividad erosiva del Río Osum sobre los yacimientos cársticos del territorio. Los cañones miden 13 kilómetros de largo, de 4 a 35 metros de ancho y hasta  80 metros de profundidad. En las paredes verticales del cañón se encuentran cuevas, entre las que destacan Vrima e Nuses (El Agujero de la Novia), de 8 metros de largo y 2 metros de diámetro.

## Historia
Los restos arqueológicos son testigos de asentamientos en esta región ya en el neolítico, pero la región se menciona por primera vez en documentos históricos en el siglo VI de nuestra era. Durante muchos siglos de la temprana Edad Media, Skrapar estuvo bajo el dominio de reinados búlgaros, dominación que ha dejado sus huellas en la toponimia de la región: muchos pueblos de Skrapar tienen nombres de procedencia eslava.

## Religión
Skrapar es una de las dos únicas regiones albanesas cuya población sigue una única religión: ‘bektashi’, una orden sufí del Islam. La popularidad de esta fe en la región se constata en el hecho de que Skrapar es el lugar más importante de peregrinaje para la orden bektashi. En agosto de cada año más de 300.000 (600.000 en el 2019) peregrinos bektashi provenientes de todo el mundo se dirigen a la montaña Tomorr en Skrapar, donde se sitúa un santuario dedicado a Abas Ali, el profeta principal de la religión bektashi.
Pero Tomorr era una montaña santa mucho antes de la llegada del islam: los habitantes paganos de Skrapar creían en su mitología que Tomorr era la sede de los dioses (como el Olimpo para los griegos antiguos).

## Cultura
Aunque de religión musulmana, los habitantes de Skrapar (los skraparllinj o skraparas) son reconocidos en toda Albania por la bebida alcohólica raki. Además de la experiencia multigeneracional, lo que hace al raki de Skrapar excepcional son las uvas de alta calidad y con gran proporción de azúcar (lo que resulta en un raki de porcentaje más alto de alcohol). El territorio, la altura y las condiciones climáticas de la región son óptimas para producir uvas.
El lugar especial del raki en la cultura de Skrapar se constata en el estricto protocolo que se observa a la hora de brindar. El anfitrión (y, en casas más progresistas, la anfitriona también) es el que hace el primer brindis en honor de los invitados; el segundo brindis lo hace el invitado más importante, siguiendo después con cada invitado en orden de importancia. Para la celebración del nacimiento de un niño, el primer brindis está reservado para el bebé.